# Nozze di Alessandro e Rossane
Le Nozze di Alessandro e Rossane è un affresco (370x660 cm) di Giovanni Antonio Bazzi detto Il Sodoma, databile al 1519 e situato sul lato nord della camera da letto di Agostino Chigi, al primo piano di Villa Farnesina a Roma. 

## Storia e descrizione
Fa parte di un ciclo di affreschi avente come oggetto scene della vita di Alessandro Magno; soggetto destinato a glorificare il ricco committente, il banchiere senese Agostino Chigi, identificato con il personaggio della classicità.
L'affresco fu commissionato da Agostino Chigi che aveva conosciuto a Siena il pittore che vi lavorava da diversi anni. 
La scena dell'affresco è costruita seguendo fonti letterarie classiche, nello straordinario tentativo archeologizzante di ricostruire, attraverso la descrizione fatta da Luciano di Samosata, un dipinto del pittore greco Aezione. Nell'impresa, per la preparazione del cartone fu forse coinvolto Raffaello che lavorava agli affreschi delle altre sale della villa di Agostino Chigi. Nell'affresco sono presenti numerosi aspetti simbolici, non sempre decifrabili, relativi al matrimonio di Alessandro e Rossane e per riflesso al legame tra Agostino e la sua amante e futura moglie Francesca Ordeaschi: dai puttini alati alla fiaccola accesa sostenuta dal dio Imeneo, emblema delle nozze, ritratto alle spalle del seminudo Efestione, compagno del condottiero. 
Esiste anche una lettura ermetica di questi affreschi del Sodoma, con analogie tra un significato manifesto della narrazione ed uno latente, di ermeneutica alchemica. Tuttavia altri rifiutano l'artificiosità di tali letture.